# Eodelena spenceri
Eodelena spenceri är en spindelart som beskrevs av Henry Roughton Hogg 1903. Eodelena spenceri ingår i släktet Eodelena och familjen jättekrabbspindlar. Inga underarter finns listade i Catalogue of Life.